# 宋文選
宋文選，原稱皇宋文鑑，南宋呂祖謙奉詔編成，共150卷。
本書參考《聖宋文海》而作，本書收集了北宋以至南宋初年文章之大成，分61門，其中臣僚奏疏居多，有史料價值。